# Ophiocentrus dilatata
Ophiocentrus dilatata är en ormstjärneart som först beskrevs av Jean Baptiste François René Koehler 1905.  Ophiocentrus dilatata ingår i släktet Ophiocentrus och familjen trådormstjärnor. Inga underarter finns listade i Catalogue of Life.